# Lashio
Lashio (in birmano: လားရှိုးမြို့, trascrizione IPA: /láʃó mjo̰/; in lingua shan: လႃႈသဵဝ်ႈ) è la maggiore città della parte settentrionale dello Stato Shan, in Birmania, ed è situata circa 200 km a nordest di Mandalay.

## Storia
Prima dell'epoca coloniale, Lashio era stata capoluogo dei principati settentrionali dello Stato Shan, ed il sito governativo birmano era fuori città, in un vecchio forte cinese vicino al fiume. Era un centro molto popolato, ma una ribellione negli anni settanta dell'Ottocento guidata dal saopha Hsenwi fu duramente repressa dalle autorità birmane e la popolazione cittadina diminuì sensibilmente.
I colonizzatori britannici, che avevano sottomesso la Birmania nel 1885, dovettero aspettare fino al 1887 per vincere le resistenze degli shan di Lashio e insediarsi in città. Nel 1900, erano in funzione la casa del governatore, gli uffici amministrativi coloniali, il quartier generale e gli alloggi della polizia militare. Gli shan, i birmani, gli indiani induisti e quelli musulmani erano stati separati e a ciascun gruppo etnico era stata assegnata una zona della città. Alloggi speciali erano stati predisposti per gli impiegati e per i 5 saopha dei principati shan. Nel 1903 fu ultimata la costruzione della ferrovia che partiva da Mandalay e tuttora arriva a Lashio..
Durante la seconda guerra mondiale, la stazione ferroviaria di Lashio divenne uno dei punti nevralgici della strada della Birmania, lungo la quale passavano i rifornimenti britannici ai cinesi. L'invasione della Cina da parte dell'Impero giapponese aveva innescato nel 1937 la seconda guerra sino-giapponese. Per smantellare gli aiuti europei, i giapponesi invasero le Birmania e Lashio venne occupata il 29 aprile 1942. Venne liberata dalle forze alleate il 7 marzo 1945.

## Geografia fisica

### Territorio
Con i suoi 22° 56' di latitudine, Lashio è situata a ridosso del Tropico del Cancro, il cui parallelo nel 2011 era a 23° 26′ 16″. Si trova in una zona collinare e sorge sui contrafforti di un'altura che sovrasta la valle del fiume Nam Yao, 45 km a nordovest del Loi Leng, il picco più alto dei monti Shan. La strada statale che passa per Lashio collega Mandalay con la provincia cinese dello Yunnan. La città è circa 190 km di strada a sud di Muse, una località birmana sul confine cinese.

### Clima
Secondo la classificazione di Köppen, Lashio è in una zona caratterizzata da un clima subtropicale umido, con la media annuale delle temperature massime di 28,6° e quella delle minime di 15°. Le forti precipitazioni monsoniche avvengono tra maggio e ottobre.
| Lashio              | Mesi | Mesi | Mesi | Mesi | Mesi  | Mesi  | Mesi  | Mesi  | Mesi  | Mesi  | Mesi | Mesi | Stagioni | Stagioni | Stagioni | Stagioni | Anno    |
| Lashio              | Gen  | Feb  | Mar  | Apr  | Mag   | Giu   | Lug   | Ago   | Set   | Ott   | Nov  | Dic  | Inv      | Pri      | Est      | Aut      | Anno    |
| ------------------- | ---- | ---- | ---- | ---- | ----- | ----- | ----- | ----- | ----- | ----- | ---- | ---- | -------- | -------- | -------- | -------- | ------- |
| T. max. media (°C)  | 24,6 | 27,4 | 30,7 | 32,2 | 31,4  | 30,0  | 29,0  | 29,0  | 29,5  | 28,6  | 26,3 | 24,4 | 25,5     | 31,4     | 29,3     | 28,1     | 28,6    |
| T. min. media (°C)  | 5,2  | 6,2  | 9,9  | 15,1 | 19,3  | 21,6  | 21,6  | 21,5  | 20,6  | 18,3  | 13,1 | 7,9  | 6,4      | 14,8     | 21,6     | 17,3     | 15,0    |
| Precipitazioni (mm) | 6,0  | 7,0  | 9,0  | 61,0 | 141,0 | 205,0 | 230,0 | 293,0 | 188,0 | 151,0 | 69,0 | 18,0 | 31,0     | 211,0    | 728,0    | 408,0    | 1 378,0 |

## Amministrazione
È il capoluogo della Township di Lashio e del Distretto di Lashio. Fino all'aprile del 2010 era anche capoluogo della circoscrizione settentrionale dello Stato Shan.

## Popolazione
Il numero degli abitanti è in continua espansione. Dai 5.000 del 1960, si è passati agli 88.590 del 1983 e ai 131.000 stimati nel gennaio del 2012. L'etnia maggioritaria è quella degli shan, e sono presenti anche comunità di cinesi e bamar.

## Infrastrutture e trasporti
I traffici lungo la strada proveniente dallo Yunnan e diretta a Mandalay, sono tuttora soggetti a impedimenti che derivano dall'annoso conflitto tra gli indipendentisti shan ed il governo centrale birmano. In prospettiva futura, è al vaglio del governo cinese l'ammodernamento della strada che parte da Kunming, nello Yunnan, ed arriva a Mandalay passando per Lashio. Tale opera fa parte di un più ampio progetto che prevede il prolungamento dell'arteria fino in India.
La linea ferroviaria Lashio Mandalay è in esercizio dal 1901 ed è lunga 178 km. Non lontano da Lashio si trova il viadotto ferroviario di Gokteik, un'opera rivoluzionaria quando venne costruita insieme alla ferrovia. Passa sopra alla valle del torrente Gok e gli enormi tralicci che lo sostengono lo rendono il più alto ponte del paese. Nel 2009 è stato proposto il prolungamento della ferrovia fino alla cittadina cinese di confine di Jiegao.
La città è servita dall' aeroporto di Lashio, dove operano i velivoli delle compagnie aeree Myanma Airways e Air Bagan. Le destinazioni dei voli sono gli aeroporti di Heho, nel sud dello Stato Shan, e di Yangon.

## Cultura
Gli shan professano il Buddhismo Theravada. Tra i templi di Lashio vi sono le pagode di Sasana (Pyilon Chanta) e di Mansu. Lo stabilimento termale di Yepusan è a circa 8 km dal centro cittadino. Sai Mauk Kham, uno dei vicepresidenti della Birmania nominati dopo le votazioni del 2010, è stato eletto nella circoscrizione di Lashio.
Nel 1999 è stato fondato l'Istituto governativo di Tecnologia di Lashio, che il 20 gennaio 2007 è stato promosso al rango di Università di Tecnologia. Offre corsi di laurea in Ingegneria Civile, Meccanica ed Elettrica e in Scienze dell'Elettronica e della Comunicazione